# Кокубо, Лео
Лео Бриан Кокубо (яп. 小久保 玲央 ブライアン; род. 23 января 2001, Тиба) — японский футболист, вратарь клуба «Сент-Трюйден». Участник Олимпийских игр 2024 года.

## Клубная карьера
Отец — нигериец, мать — японка. Воспитанник японского клуба «Касива Рейсол». В 2019 году перешёл в юношескую команду португальской «Бенфики». Финалист Юношеской лиги УЕФА 2019/20.
В 2020 году был переведён в состав «Бенфики Б», которая выступала во Второй лиге Португалии. Его дебют в лиге состоялся 10 января 2022 года в матче против «Порту Б» (1:2). Всего во Второй лиге провёл 25 матчей, пропустив 33 гола. За основной состав «Бенфики» не провёл ни одной игры.
Летом 2024 года подписал контракт с бельгийским клубом «Сент-Трюйден».

## Карьера в сборной
Выступал за сборные Японии различных возрастов. Вместе с командой стал победителем молодёжного чемпионат Азии 2024 года в Катаре. Кокубо стал героем финальной игры с Узбекистаном, отразив в конце матча пенальти в исполнении Умарали Рахмоналиева, что позволило японцам победить с минимальным счётом 1:0.
Летом 2024 года Го Оива включил Лео Кокубо в состав сборной для участия в Олимпийских играх в Париже.

## Достижения
- Победитель молодёжного чемпионат Азии: 2024